# 斯普林菲爾德鎮區 (密蘇里州格林縣)
斯普林菲爾德鎮區（英語：Springfield Township）是位於美國密蘇里州格林縣的一個行政鎮區。

## 地方資料
斯普林菲爾德鎮區的面積為213.09平方千米，當中陸地面積為211.56平方千米，而水域面積為1.53平方千米。根據2020年美國人口普查的數據，當地共有人口170062人，而人口密度為每平方千米798.08人。